# Kvarnerska povelja
Kvarnerska povelja (talijanski: Carta del Carnaro) bila je ustav Talijanske uprave za Kvarner, kratkotrajna države koju je 8. rujna 1920. u Rijeci proglasio pjesnik Gabriele D'Annunzio. Ustav su napisali D'Annunzio i anarhosindikalist Alceste De Ambris.
Povelja je jedintsveni dokument koji kombinira vrlo istaknute korporativističke komponente s veoma suvremenim elementima, libertarijskim, anarhističkim i demokratskim idealima i priznanje ključne uloge umjetnika u društvu. Poznata je naročito zbog označavanja "glazbe" kao temeljnog načela države.

## Vanjske poveznice
- Engleski prijevod povelje (Wikizvor)